# Liste de villes de Libye

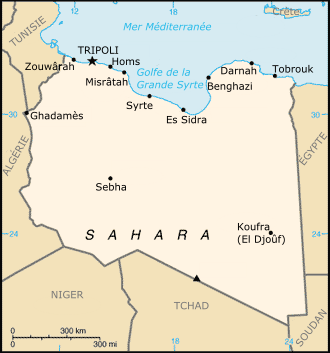
Carte de la Libye.

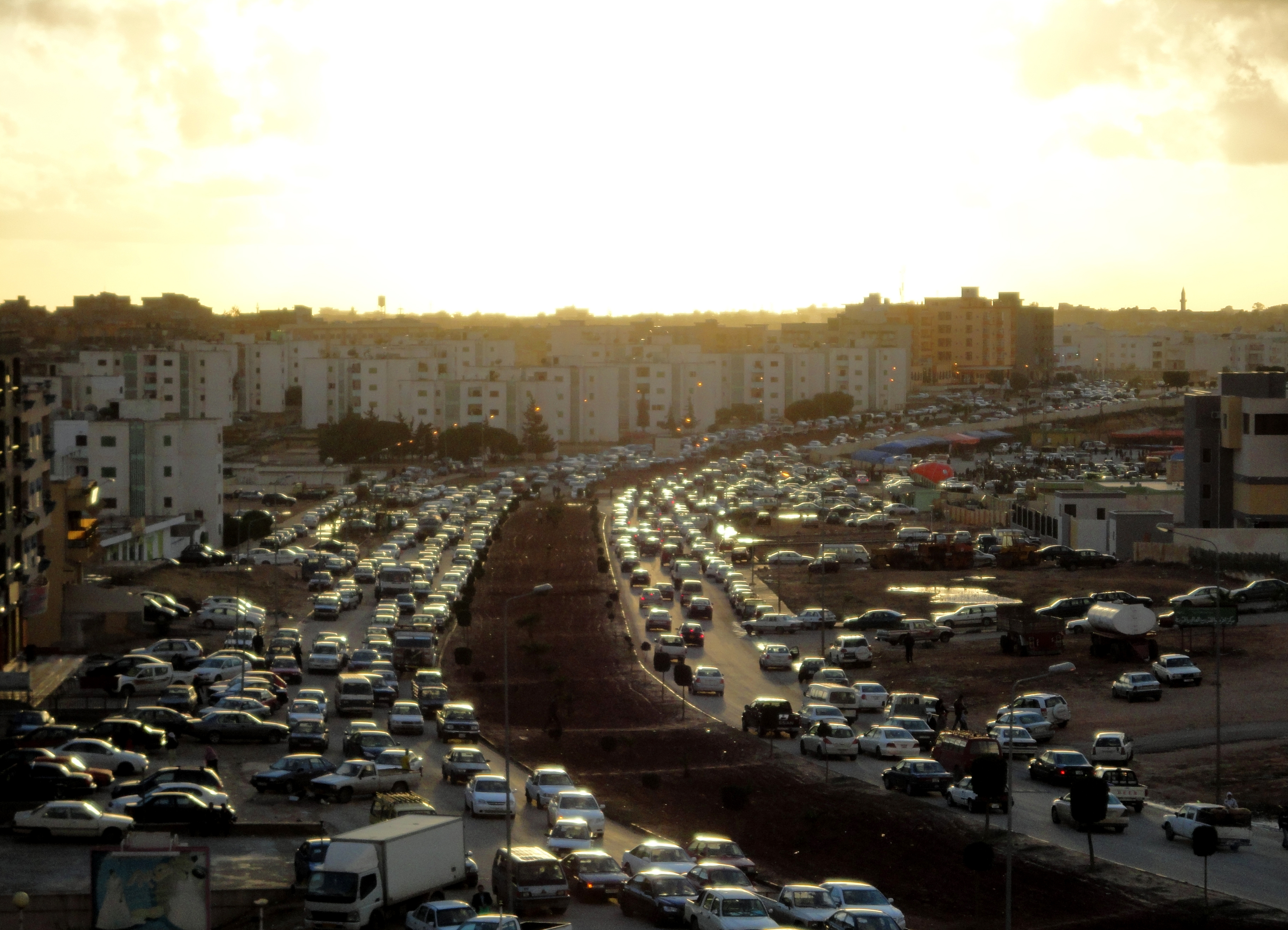
El Beida.

Quartier central des affaires à Tripoli

Cet article recense les villes de la Libye. Certaines localités pourraient être considérées comme des banlieues ou des quartiers de grandes villes, ce qui n'est pas une liste exhaustive.

## Liste par population
La liste suivante recense les villes libyennes de plus de 20 000 habitants en 2008.
| #  | Ville        | Nom arabe | Transcription | Population (2008) | District            | Région       |
| -- | ------------ | --------- | ------------- | ----------------- | ------------------- | ------------ |
| 1  | Tripoli      | طرابلس    | ṭarābulus     | +1 191 047,       | Tripoli             | Tripolitaine |
| 2  | Benghazi     | بنغازي    | benġāzy       | +0696 345,        | Benghazi            | Cyrénaïque   |
| 3  | Misrata      | مصراتة    | miṣurāta      | +0451 529,        | Misratah            | Tripolitaine |
| 4  | El Beïda     | البيضاء   | al-bayḍāʼ     | +0310 329,        | Al Jabal al Akhdar  | Cyrénaïque   |
| 5  | Tarhounah    | ترهونة    | tarhūnah      | +0226 554,        | Al Mourqoub         | Tripolitaine |
| 6  | Khoms        | الخمس     | al-ḫums       | +0218 131,        | Al Mourqoub         | Tripolitaine |
| 7  | Zaouïa       | الزاوية   | az-zāwiya     | +0198 567,        | Az Zaouiyah         | Tripolitaine |
| 8  | Zouara       | زوارة     | zwāra         | +0192 159,        | An Nouqat al Khams  | Tripolitaine |
| 9  | Ajdabiya     | اجدابيا   | āǧdābiyā      | +0153 806,        | Al Wahat            | Cyrénaïque   |
| 10 | Syrte        | سرت       | surt          | +0146 205,        | Syrte               | Tripolitaine |
| 11 | Sebha        | سبها      | sabhā         | +0138 231,        | Sebha               | Fezzan       |
| 12 | Tobrouk      | طبرق      | ṭubruq        | +0131 102,        | Al Boutnan          | Cyrénaïque   |
| 13 | El Azizia    | العزيزية  | alʿazyzya     | +0127 189,        | Al Djfara           | Cyrénaïque   |
| 14 | Sabratha     | صبراته    | ṣaburāta      | +0107 912,        | Az Zaouiyah         | Tripolitaine |
| 15 | Zliten       | زليطن     | zlyṭan        | +0107 248,        | Al Mourqoub         | Tripolitaine |
| 16 | Gharyan      | غريان     | ġaryān        | +0091 047,        | Al Djabal al Gharbi | Tripolitaine |
| 17 | Al Marj      | المرج     | āl-marǧ       | +0090 667,        | Al Marj             | Cyrénaïque   |
| 18 | Derna        | درنة      | darna         | +0081 965,        | Derna               | Cyrénaïque   |
| 19 | Nalout       | نالوت     | nālūt         | +0074 432,        | Nalout              | Tripolitaine |
| 20 | Yefren       | يفرن      | yafran        | +0072 663,        | Al Djabal al Gharbi | Tripolitaine |
| 21 | Al Qubba     | القبة     | āl-qubah      | +0060 610,        | Darnah              | Cyrénaïque   |
| 22 | Al Jaouf     | الجوف     | āl-ǧawf       | +0051 871,        | Al-Koufrah          | Cyrénaïque   |
| 23 | Bani Walid   | بني وليد  | bany walyd    | +0050 824,        | Misratah            | Tripolitaine |
| 24 | Awbari       | أوباري    | awbāry        | +0047 692,        | Wadi al Hayaat      | Fezzan       |
| 25 | Mourzouq     | مرزق      | murzuq        | +0047 324,        | Mourzouq            | Fezzan       |
| 26 | Shahhat      | شحات      | šaḥāt         | +0046 457,        | Al Jabal al Akhdar  | Cyrénaïque   |
| 27 | Birak        | براك      | birāk         | +0042 382,        | Wadi ach Chatii     | Fezzan       |
| 28 | Al Abyar     | الأبيار   | ālʼabyār      | +0033 390,        | Al Marj             | Cyrénaïque   |
| 29 | Waddan       | ودان      | wadān         | +0027 590,        | Al Djoufrah         | Fezzan       |
| 30 | Mizda        | مزدة      | mizda         | +0028 939,        | Al Djabal al Gharbi | Tripolitaine |
| 31 | Ghat         | غات       | ġāt           | +0026 896,        | Ghat                | Fezzan       |
| 32 | Surman       | صرمان     | ṣurmān        | +0026 688,        | Az Zaouiyah         | Tripolitaine |
| 33 | Msallata     | مسلاتة    | masalāta      | +0025 486,        | Al Mourqoub         | Tripolitaine |
| 34 | Tukra        | توكرة     | tūkra         | +0024 751,        | Al Marj             | Cyrénaïque   |
| 35 | Az Zuwaitina | الزويتينة | āl-zwaytyna   | +0024 056,        | Al Wahat            | Cyrénaïque   |
| 36 | Houn         | هون       | hūn           | +0020 388,        | Al Djoufrah         | Fezzan       |

### Sources
- (de) Cet article est partiellement ou en totalité issu de l’article de Wikipédia en allemand intitulé « Liste der Städte in Libyen » (voir la liste des auteurs).